# Stările Generale

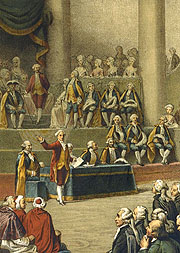
5 mai 1789
Deschiderea Stărilor Generale la Versailles

Stările Generale, sub Vechiul Regim din Franța, erau adunări excepționale în care își aveau locul reprezentanții națiunii întregi, adică reprezentanții clerului, nobilimii și stării a treia. Spre deosebire de Stările Generale, Stările Provinciale nu reprezentau decât câte o provincie anume.
Stările Generale erau convocate de rege, pentru tratarea unei crize politice, în general un război sau o chestiune diplomatică, și pentru hotărârea unui ajutor militar sau fiscal. Stările Generale erau adevărate adunări ale reprezentanților poporului regatului, fondate pe principiul fundamental, potrivit căruia ei nu sunt tributari ci liberi, și că nicio contribuție nu le poate fi cerută fără consimțământul lor. Dar, aceste adunări nu aveau niciun rol legislativ sau jurisdicțional cum au parlamentele și nu trebuie confundate cu ele.
Instituția Stărilor Generale a fost creată de regele Filip cel Frumos, în anul 1302, ca reacție la bulei papale Ausculta fili. În cursul celor 487 de ani de funcționare, Stările Generale s-au reunit de douăzeci și una de ori, ultima oară fiind convocate la 5 mai 1789 de regele Ludovic al XVI-lea, pentru rezolvarea crizei financiare apărute ca urmare a îndatorării statului.

## Funcționarea instituțională și politică a Stărilor Generale în regatul francez
Adunarea Stărilor Generale era compusă din deputați ai diferitelor Stări Provinciale.